# Potentilla zhangbeiensis
Potentilla zhangbeiensis là loài thực vật có hoa trong họ Hoa hồng. Loài này được Yong Zhang & Z.T. Yin miêu tả khoa học đầu tiên năm 1994.